# Sakura Nagashi
Singles de Hikaru Utada
Can't Wait 'Til Christmas
(2010)
Sakura Nagashi (桜流し) est une chanson d'Hikaru Utada, parue en single en 2012. Une vidéo homonyme sort aussi peu après.

## Single numérique
La chanson sort uniquement au format numérique en téléchargement le 17 novembre 2012 au Japon sur le label EMI Music Japan, puis le 1er décembre 2012 aux États-Unis et en Grande-Bretagne. Elle atteint la 1re place du classement des ventes sur iTunes Japan et sur Recochoku, et la 2e place du Billboard Japan Hot 100.
La chanson est utilisée comme générique du film d'animation Evangelion: 3.0 You Can (Not) Redo de la série Rebuild of Evangelion. Hikaru Utada en a écrit les paroles et composé la musique avec le producteur anglais Paul Carter, interrompant exceptionnellement sa pause sabbatique à la demande de l'équipe du film ; elle n'avait en effet plus rien sorti depuis sa compilation Single Collection Vol.2 et les singles numériques qui en avait été tirés, deux ans auparavant. Cette demande s'explique par le fait que c'est elle-même qui avait interprété les génériques des deux films précédents : Beautiful World pour Evangelion: 1.0 You Are (Not) Alone en 2007, et Beautiful World -Planitb Acoustica Mix- pour Evangelion: 2.0 You Can (Not) Advance en 2009.
Pistes du single
1. Sakura Nagashi (桜流し?)
2. Sakura Nagashi (Instrumental) (桜流し...?)

## Vidéo
Sakura Nagashi (桜流し) est une vidéo musicale d'Hikaru Utada, sortie au format numérique en téléchargement le 28 novembre 2012 puis au format DVD le 26 décembre 2012 au Japon sur le label EMI Music Japan, un mois après le « single numérique » homonyme. Il atteint la 4e place du classement des ventes de DVD de l'Oricon et reste classé pendant 12 semaines. C'est un « DVD single » contenant le clip vidéo de la chanson-titre, réalisé par la cinéaste Naomi Kawase.
Piste du DVD
1. Sakura Nagashi (桜流し?) (clip vidéo)